# Jakob Sverdrup
Jakob Liv Rosted Sverdrup, född den 27 mars 1845 i Kristiania (nuvarande Oslo), död den 11 juni 1899 på Ormøen i Aker, var en norsk präst och politiker, son till Harald Ulrik Svedrup, bror till Georg Sverdrup. 
Sverdrup tog prästexamen 1869, var 1871-78 föreståndare för en folkhögskola i Sogndal, där han dessutom var kommunalstyrelsens ordförande och sparbanksdirektör. År 1878 blev han kyrkoherde i Leikanger, men kom inte att verka mycket i sitt prästerliga kall, då han av Nordre Bergenhus amt valdes till sin faders efterträdare som stortingsledamot för perioden 1877-79 och av samma amt återvaldes även för de två följande perioderna. 
I stortinget var han hela tiden ledamot av kirkekomiteen (1883-84 dess ordförande). Han fick snart betydligt inflytande, särskilt bland de kyrkligt intresserade Vestlands-representanterna. Hans godkännande av planen att ställa den för parlamentariska medel orubbliga högerregeringen inför riksrätt fick under odalstingets debatter härom under sessionen 1883 avgörande betydelse. 
Som en av de ledande parlamentarikerna blev han vid bildandet av farbrodern Johan Sverdrups ministär 26 juni 1884 utnämnd till statsråd, för det första året på förordnande i statsrådsavdelningen i Stockholm, men sedan juli 1885 som chef för  ecklesiastikdepartementet. På sistnämnda post lyckades han genomföra de nya gudstjänstliga textserierna 1887, en ny liturgi och en utvidgad möjlighet att nyttja kyrkorna 1889. 
Alltifrån början hade han föresatt sig den uppgiften för sitt politiska liv att genomföra den ursprungligen av fadern uppgjorda planen att bygga upp norska kyrkan igen på helt nationell grund i trohet mot reformationens principer. Som chef för en strängt ortodox, lågkyrklig riktning med behov av en demokratisk församlingsorganisation å ena sidan, en stram kyrklig disciplin på den andra stod han i opposition till såväl den högkyrkliga byråkratien som till de i kulturlivet framträdande antireligiösa strömningar, som fick sin näring i den då för tiden inom norska vänstern mycket spridda religiösa indifferentismen. 
Detta förhållande kom till uttryck i hans politik. Den klyfta, som "Kiellandsaken" öppnade inom vänsterpartiet, vidgades till oöverstiglighet, då Sverdrup 1886 framställde sina ödesdigra kyrkolagsförslag. De gjorde honom en lång tid till landets mest hatade man, och en ofta obillig och orättvis kritik fann behag i att framställa honom som Johan Sverdrups onde ande, som ödelade hans livsverk. 
Sverdrup kvarstannade i regeringen till dennas sista stund. Efter sitt avsked 12 juli 1889 utnämndes han till kyrkoherde i Bergen 1890. Men för valperioderna 1892-94 och 1895-97 sändes han till stortinget som representant för sin gamla valkrets och kom därigenom att ånyo bli en förgrundsfigur i norsk politik. Under krisen februari 1895 fick han konungens uppdrag att bilda ny ministär, men oviljan mot honom inom stortingets vänster tvang honom genast att avsäga sig uppdraget. 
Kort därefter framställde han det mycket omtvistade förslaget att återuppta förhandlingarna med Sverige om unionens ombildning, ett förslag, som stortinget i något ändrad form antog 7 juni. Få dagar senare gjorde han på nytt ett fåfängt försök att bilda regering. Då Hagerups koalitionsministär bildades 14 oktober 1895, ingick han i denna som ecklesiastikminister och verkade som sådan med stor kraft och administrativ skicklighet, tills hela regeringen avgick den 17 februari 1898. 
Samma dag utnämndes Sverdrup till biskop i Bergen, men sjukdom hindrade honom att mottaga vigning till detta ämbete, och han kom aldrig att tillträda det. Sverdrup författade ett stort antal kyrkohistoriska avhandlingar, predikningar och uppbyggelseskrifter samt inlägg i den politiska diskussionen.